# The Levellers

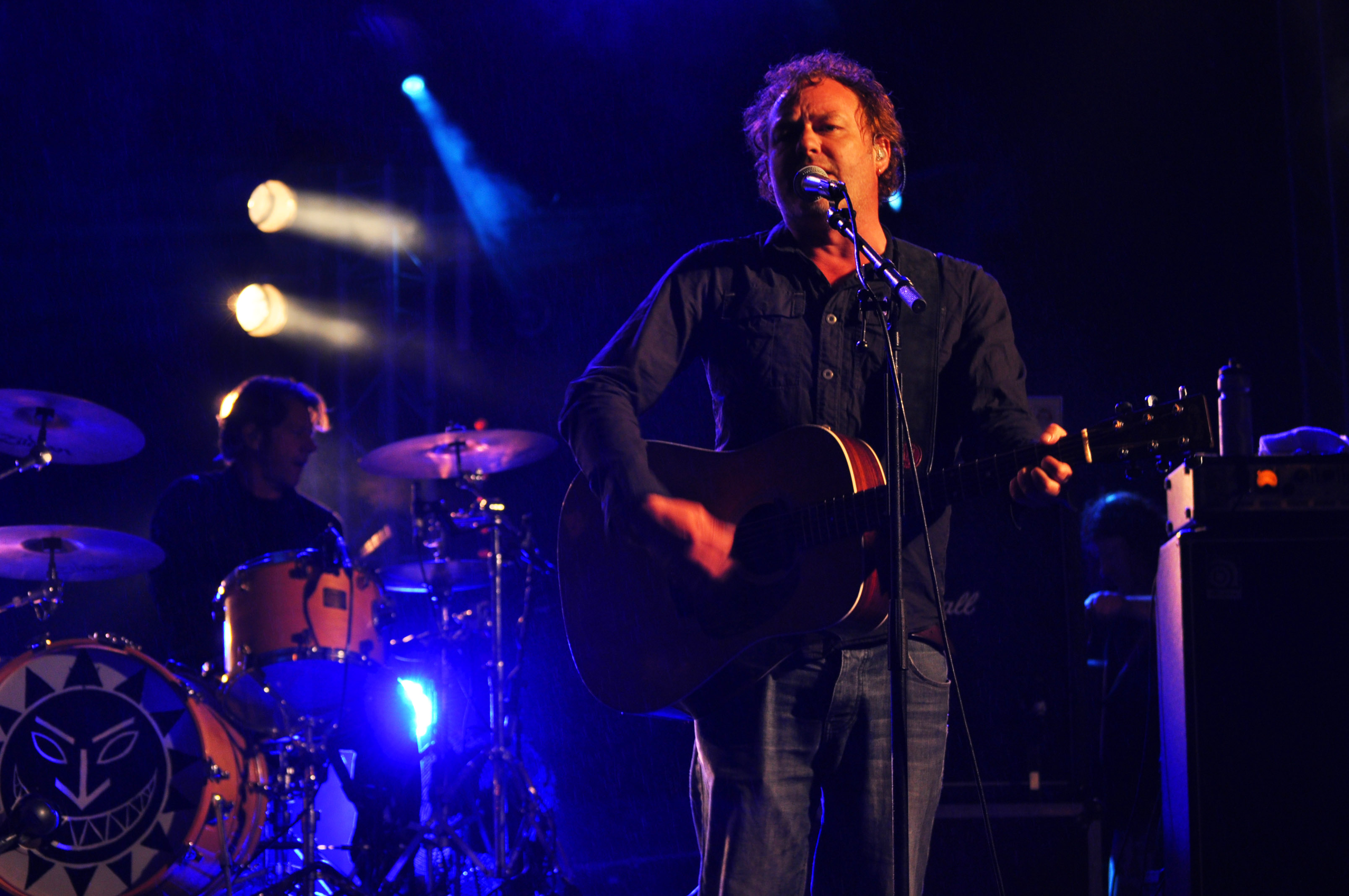
The Levellers à Guingamp en 2011.

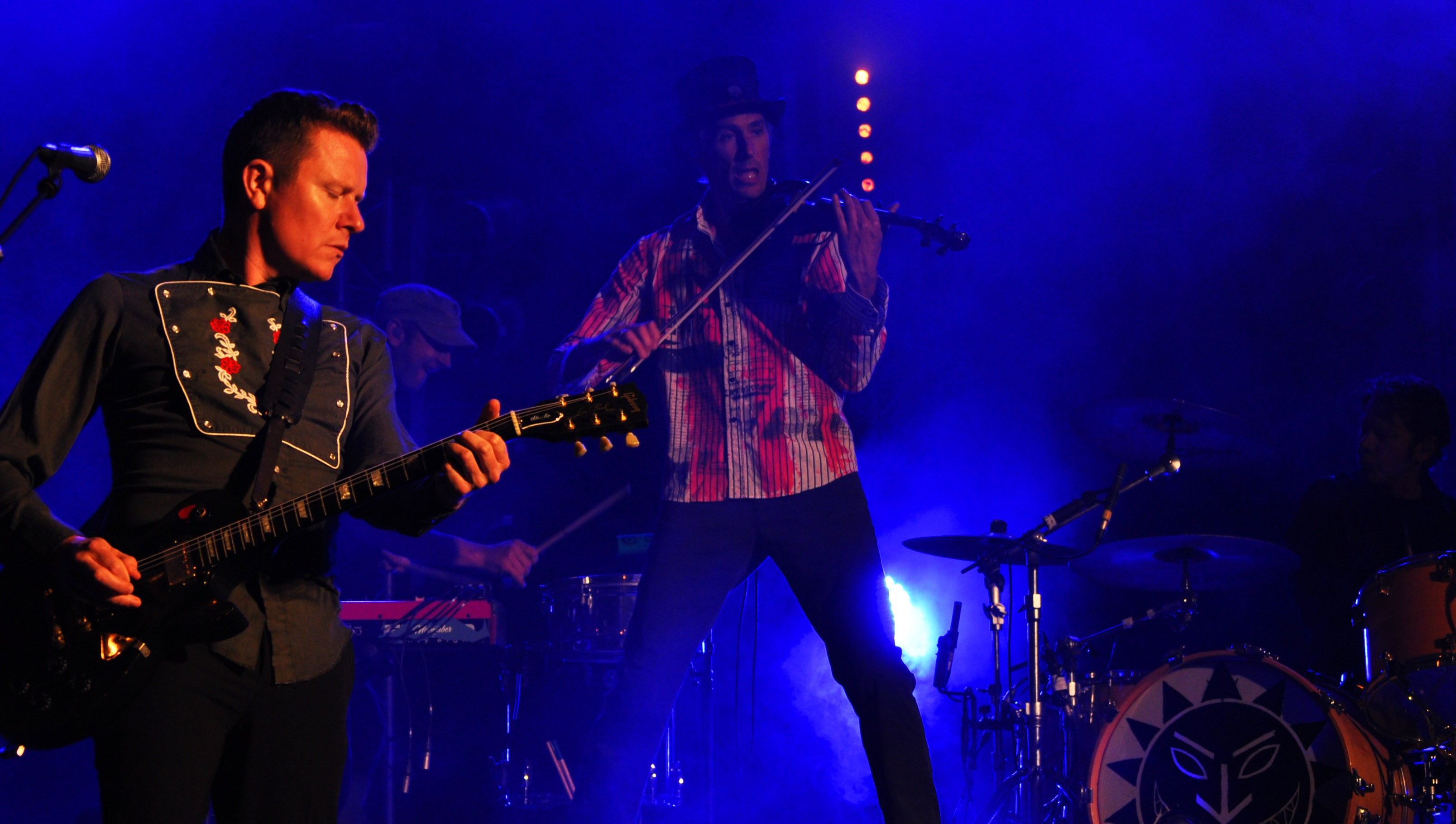
The Levellers avec Dan Donnelly, à Guingamp en 2011.

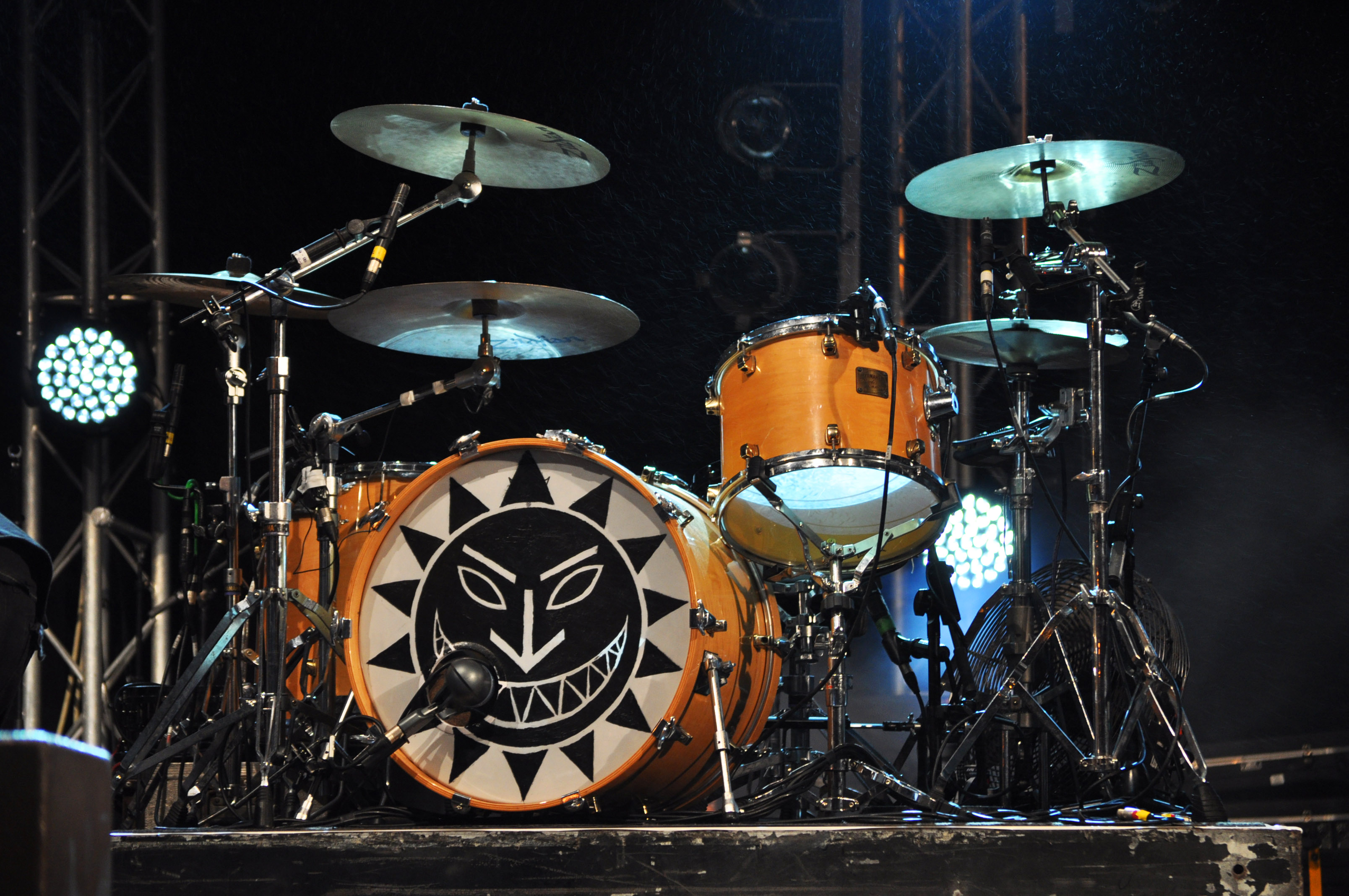
The Levellers, kit batterie, à Guingamp en 2011.

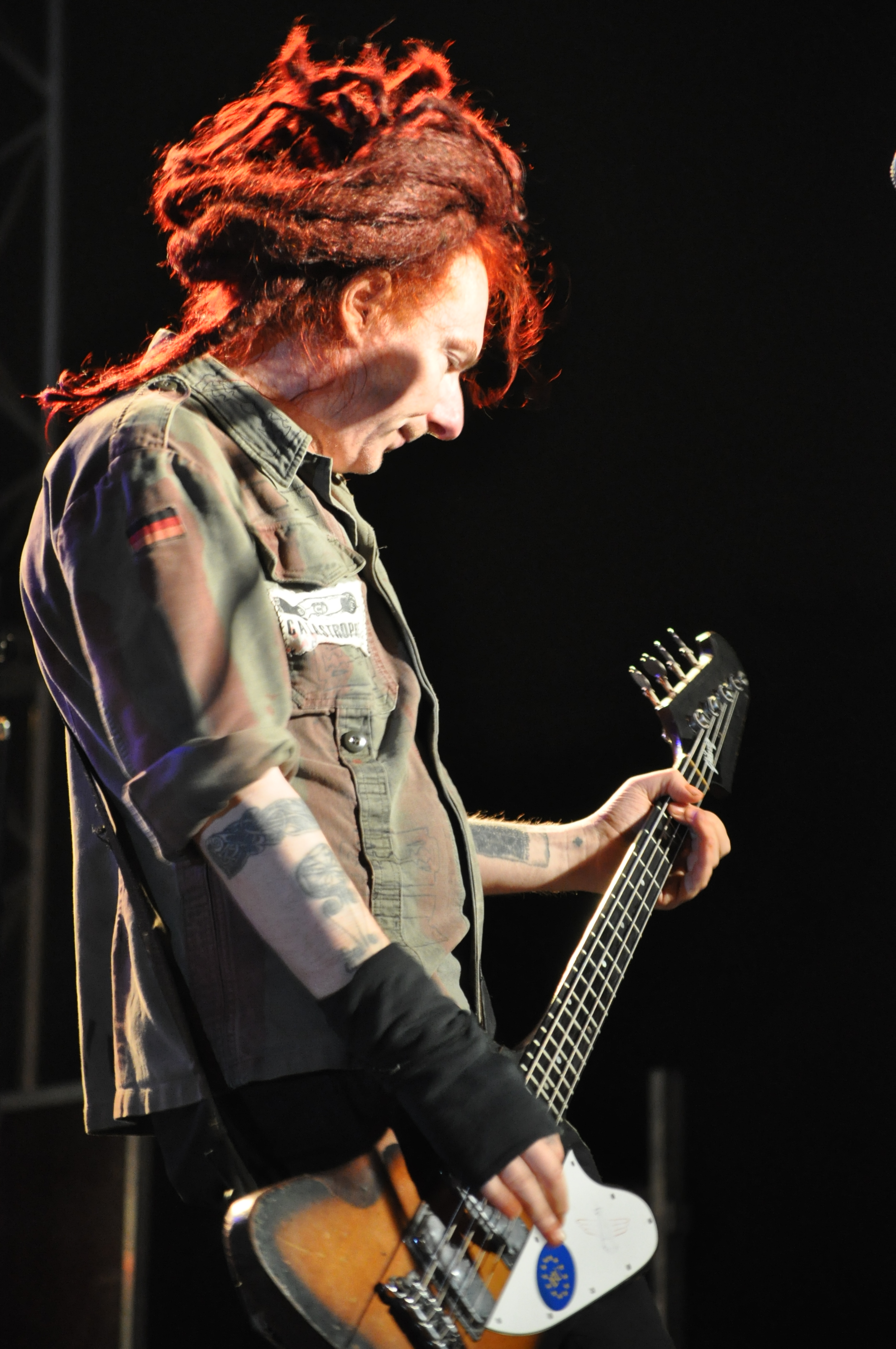
Jeremy Cunningham avec The Levellers à Guingamp en 2011.

The Levellers est un groupe de rock britannique, originaire de Brighton, en Angleterre. Il est principalement influencé par la musique traditionnelle britannique et irlandaise et le punk, lui-même descendant du rock 'n' roll. S'il fallait définir un style musical, on pourrait parler de punk celtique.
Le groupe, actif depuis la fin des années 1980 et plutôt marqué à gauche de l'échiquier politique, est l'auteur de nombreuses chansons engagées en faveur de l'environnement, contre les abus de pouvoir, le capitalisme et l'armée ou à propos de thèmes de société.

## Biographie

### Débuts (1988–1993)
Mark Chadwick et Jeremy Cunningham se rencontrent en 1988, dans un pub de Brighton, Cunningham tentant en vain de vendre sa basse. Devenus rapidement amis, partageant les mêmes opinions artistiques et politiques, ils décident de fonder un groupe, recrutant au passage le batteur Charlie Heather, avec qui Cunningham avait déjà joué, et le violoniste Jon Sevink que connaissait Chadwick. Le nom du groupe fait référence aux Niveleurs (levellers, en anglais), une frange contestataire du peuple britannique qui, au cours de la première moitié du XVIIe siècle, demande une plus grande égalité devant les lois fiscales et sociales du pays.
Dès le début, et à l'instar des Pogues quelques années plus tôt, l'option choisie est d'apporter un son folk à la musique, ici grâce au violon de Sevink. Rejoints plus tard par Alan Miles à l'harmonica et à la guitare, les Levellers enchaînent les premiers concerts dès 1989. Suivi de salle en salle par une bande de fans n'hésitant pas à faire la manche pour payer leur billet, le groupe enregistre ses premiers titres en 1989-1990 et remporte un succès d'estime avec les titres Carry me et England My Home sur leur premier album, A Weapon Called the Word.
Après un split chez Musidisc, les Levellers sont découverts par Derek Green et signés chez China Records. À ce stade, Miles, fatigué de la politique ultra communautaire (voire communiste) des finances du groupe, quitte le groupe. The Levellers recruitent Simon Friend. 1991 et l'album Levelling the land marquent le début d'une carrière internationale en Europe. Les titres évoquent la Guerre des Malouines, l'alcoolisme, la liberté ; le groupe enchaîne les concerts devant des audiences de plus en plus larges, à travers les festivals d'été.

### Mouth to Mouth(1994-1998)
Entre 1994 et 1998, le groupe enchaîne les albums (Zeitgeist, Mouth to Mouth) et les tournées, tant au Royaume-Uni qu'en Europe. En 1994, le groupe acquiert une usine, située à Brighton, nommée le Metway, et en font leur quartier général. L'usine abritera leurs locaux, fan club, salles de répétition, un bar et un studio d'enregistrement. Hope Street, le premier single de l'album Zeitgeist à paraître, est le premier enregistrement sorti du Metway. L'album est publié en septembre 1995, et atteint la deuxième place des classements britanniques. Leur agent, Phil Nelson, tentera de persuader China Records de faire la publicité de l'album à la télévision. Le troisième single issu de l'album amène les Levellers au Top of the Pops. Just the One est réédité en single, et fait participer Joe Strummer du groupe The Clash, leur héros depuis toujours.
The Levellers embarquent dans une autre tournée en Europe à la fin 1995, culminant au Christmas Freakshow à la Sheffield Arena le 18 décembre. Il est enregistré par la BBC et huit chansons sont diffusées sur la BBC Radio 1. La tournée Total Chaos se termine le 7 février 1996 au Empress Ballroom de Blackpool avec un concert qui est enregistré pour le clip Headlights, White Lines, Black Tar Rivers (Best Live). Le groupe revient en studio vers la fin 1996 et début 1997 après l'enregistrement de l'album Mouth to Mouth. En été 1997, le groupe participe à de nombreux festivals européens comme le Glastonbury Festival. Mouth to Mouth est finalement publié en août 1997, et atteint la cinquième place des classements britanniques. L'album comprend d'autres singles, Celebrate, Dog Train et Too Real. One Way of Life: The Very Best of The Levellers est publié en septembre 1998.

### Continuité (1999-2008)

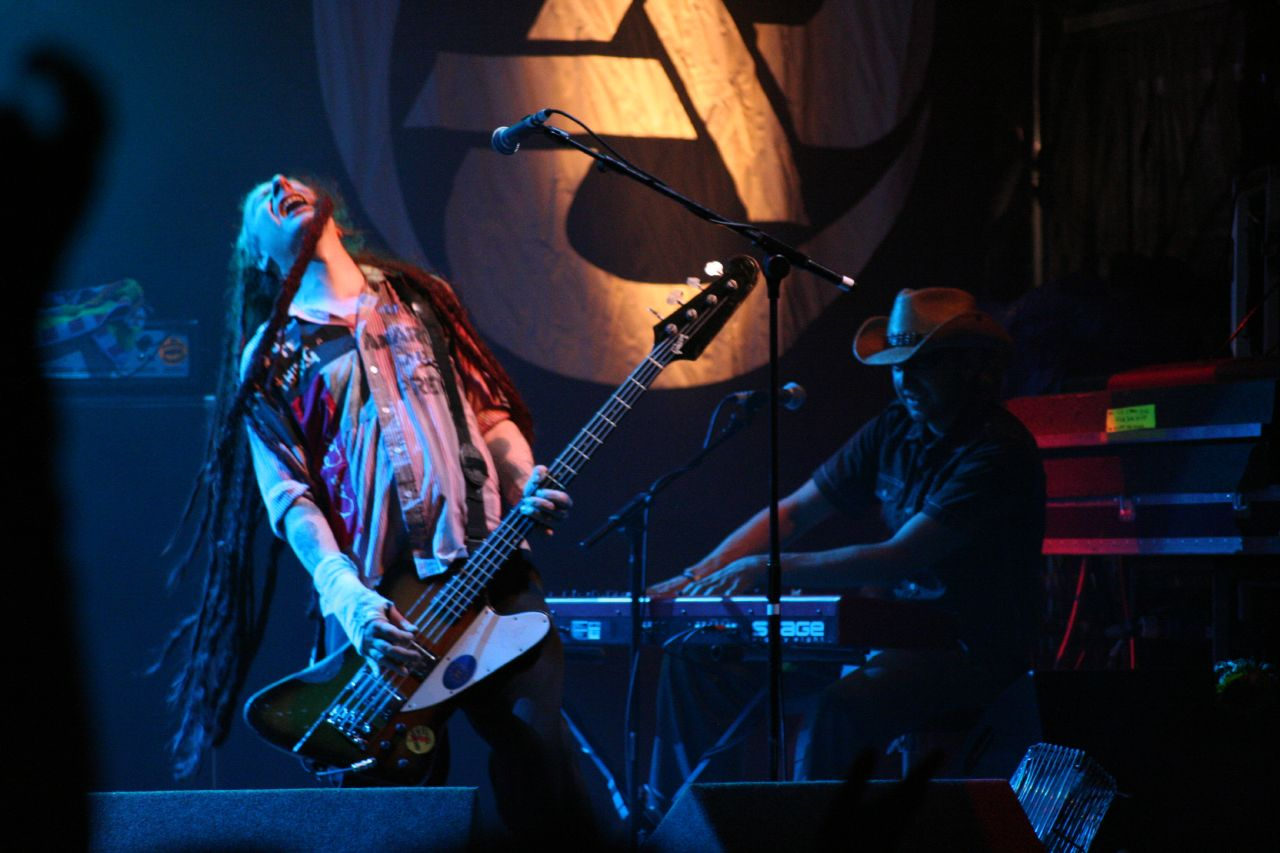
Jeremy Cunningham et Matt Savage, au Beautiful Days Festival.

The Levellers jouent quelques dates en 1999. Entretemps, leur label China Records est racheté par la major Warner Brothers.
Ils commencent l'enregistrement d'un nouvel album, Hello Pig. Le groupe recrute Mark Wallis, qui a notamment travaillé avec Oasis, pour la production de l'album. Happy Birthday Revolution est publié en format single, atteignant la 57e place des classements britanniques. Juste avant la sortie de l'album, le groupe fait la promotion de son propre OTF Weekender qui se déroule en deux concerts.
Hello Pig est publié le lundi 4 septembre 2000. Malgré une baisse dans les ventes, les Levellers jouent de gros concerts entre 2000 et 2001. Ils reviennent d'ailleurs aux États-Unis avec Chadwick, Friend et Sevink, jouer des concerts acoustiques en février 2001. Au début de 2002, ils s'associent de nouveau avec Al Scott à la production. Après les enregistrements, le groupe effectue une tournée britannique. Ils signeront également avec le label Eagle Records. Le single Come On précède leur album à paraître, et n'atteint pas l'UK Top 40. L'album Green Blade Rising est publié en septembre 2002 et n'atteint pas non plus l'UK Top 40 Albums. En 2003, les Levellers lancent leur propre festival, Beautiful Days Festival, qui se désormais un événement annuel organisé en août au Escot Park, près de Fairmile in Devon, en Angleterre. En février 2004, les Levellers jouent un concert acoustique spécial à la Buxton Opera House.
En mai 2005, le septième album des Levellers, Truth and Lies, est publié. Mark Wallis revient à la production, et Dave Ruffy (batteur du groupe britannique The Ruts) y participe aussi. L'album, publié chez Eagle Records, culmine grâce aux singles Make You Happy et Last Man Alive. Plus tard, les Levellers décident de lancer un autre label, On the Fiddle Recordings. 2005 verra de nouveau le groupe tourner jusqu'en 2006.  Le premier projet publié chez On the Fiddle est un DVD live, Chaos Theory, en octobre 2006. Au début de 2007, le groupe joue en Scandinavie, Allemagne, aux Pays-Bas, en Belgique et au Royaume-Uni et en Irlande. La tournée s'effectue dans quelques festivals d'été comme à Wychwood, Rhythm, Bestival, Fflam, Solfest et aux 24 Heures du Mans. En hiver la même année, ils effectuent une tournée en Europe. Le DVD live Chaos Theory des Levellers est publié en décembre 2006.
Ils débutent de nouveaux enregistrements, puis, en février 2008, Chadwick, Friend, et Sevink participent à la tournée Freeborn John.
Participant encore à des festivals en été 2008, les Levellers jouent quelques chansons issues de leur prochain album. En parallèle au festival Beautiful Days, Letters from the Underground, leur huitième album, est publié en août 2008. Il comprend la première chanson romantique du groupe, Before the End. Letters From The Underground atteint la 24e place, premier album du groupe classé au Top 30 depuis huit ans.

### Static on the Airwave(depuis 2008)

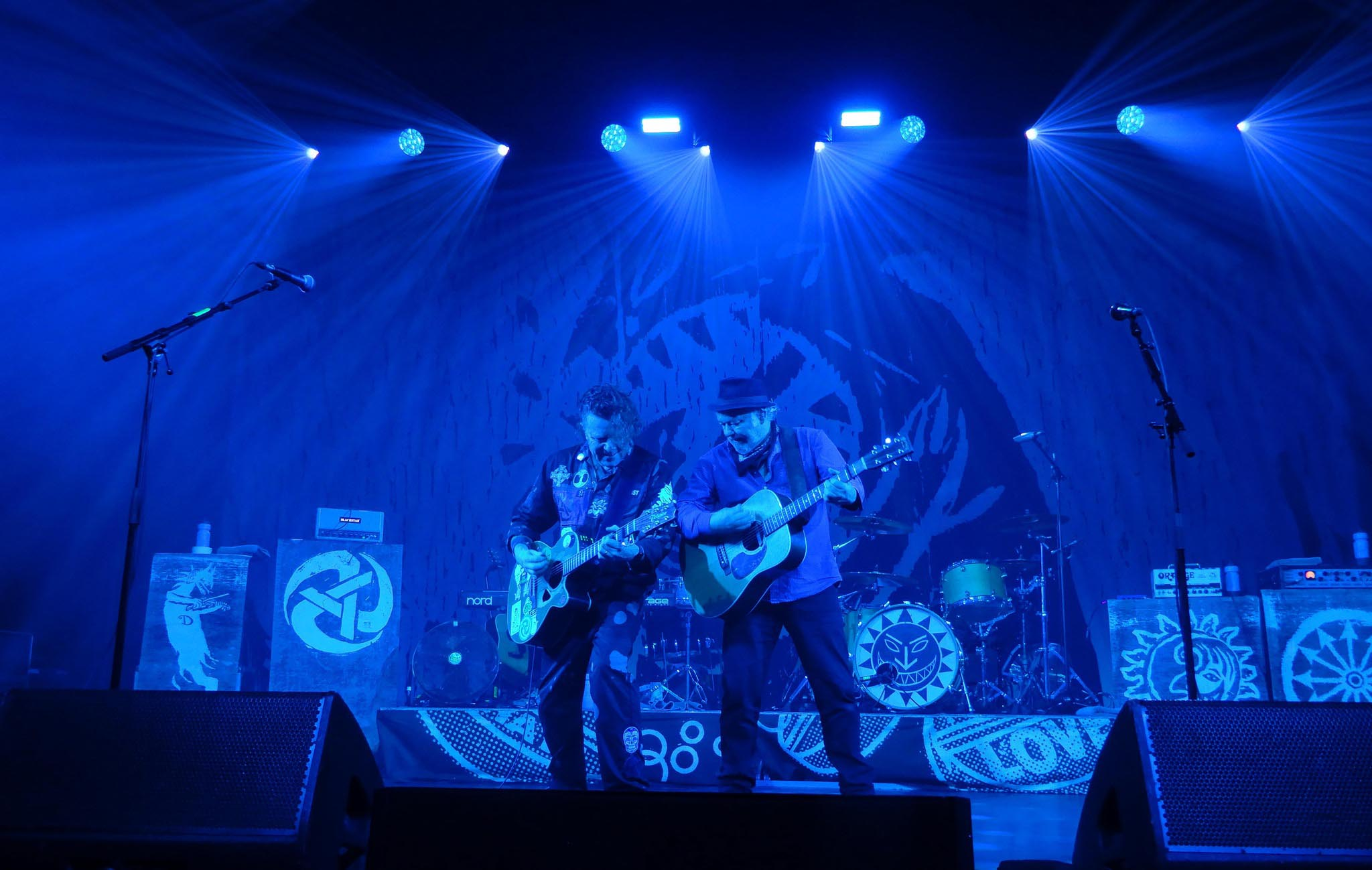
The Levellers à Bruxelles le 16 novembre 2024

En 2008, le groupe joue en tête d'affiche du Doncaster Live, un festival situé à Doncaster, et joue au festival Eclectica de St. Helens. En 2010, Ils jouent encore à Glastonbury. Bien que niant longtemps faire partie du genre folk, le groupe remporte en 2011, le Roots Award aux BBC Radio 2 Folk Awards.
En 2011, ils publient l'album Static on the Airwaves, enregistré en République tchèque.
En mai 2012, les Levellers jouent au Lakefest festival et au Hop Farm de Kent. Le 22 septembre 2012, ils jouent en tête d'affiche du Looe Music Festival, de Cornwall, et le 3 août 2013 au Camp Bestival.
Un film, A Curious Life, de Dunstan Bruce (ex-Chumbawamba), sur le groupe, est publié en juin 2014.
En 2015, ils jouent au Chagstock Festival, un petit festival situé à Chagford, Devon.

## Membres

### Membres actuels
- Mark Chadwick - chant, guitare, harmonica (depuis 1988)
- Jeremy « Jez » Cunningham - basse, chœurs (depuis 1988)
- Charlie Heather - batterie (depuis 1988)
- Jon Sevink - violon (depuis 1988)
- Simon Friend - guitare, banjo, mandoline, harmonica, chœurs (depuis 1990)
- Matt Savage - claviers, chœurs (depuis 2003)
- Dan Donnelly - guitare, mandoline, chant (depuis 2022)
- Stephen Boakes - didgeridoo (par intermittence)

### Membres anciens
- David Buckmeister - guitare (1988-1989)
- Alan Miles - guitare, harmonica (1989-1990)

## Discographie

### Albums studio
- 1990 : A Weapon Called the Word
- 1991 : Levelling the Land
- 1993 : Levellers
- 1995 : Zeitgeist
- 1997 : Mouth to Mouth
- 2000 : Hello Pig
- 2002 : Green Blade Rising
- 2005 : Truth and Lies
- 2008 : Letters from the Underground
- 2012 : Static on the Airwave
- 2018 : We the Collective
- 2020 : Peace

### Compilations et live
- 1992 : See Nothing, Hear Nothing, Do Something
- 1996 : Best Live: Headlights, White Lines, Black Tar Rivers (concert enregistré durant la tournée UK/Europe 1995-1996)
- 1998 : One Way of Life : the Best of the Levellers
- 2001 : Special Brew
- 2011 : Levelling the Land Live (Concert enregistré à la Brixton Academy à Londres,R-U., le 19 mars 2011)
- 2025 : Collective / Live (Concert enregistré au Hackney Empire le 24 mai 2023)